# شهرآورد تبریز
شهرآورد تبریز یا دربی تبریز به دیدار بین چهار تیم تبریزی تراکتور، ماشین‌سازی، گسترش فولاد و شهرداری تبریز گفته می‌شود. این چهاز تیم بارها و در جریان جام‌های مختلف با یکدیگر مسابقه داده‌اند. اولین مسابقه بین این چهار تیم در انجام شده‌است بین تراکتور و ماشین سازی در سال ۱۳۵۶ و در چارچوب رقابت های جام تخت جمشید صورت گرفت . با منحل شدن هر سه تیم ماشین‌سازی - گسترش فولاد و شهرداری تبریز این رقابت‌ها به پایان رسیده است.

## تراکتور و ماشین‌سازی

### نتایج
| رنگ      | نتیجه         |
| -------- | ------------- |
| رنگ سبز  | برد ماشین‌سازی |
| رنگ قرمز | برد تراکتور   |
| رنگ سفید | تساوی         |

| #  | تاریخ                  | تراکتور-ماشین‌سازی | تراکتور                                              | ماشین‌سازی                                      | تورنمنت               | تعداد تماشاگران | ورزشگاه           |
| -- | ---------------------- | ----------------- | ---------------------------------------------------- | ---------------------------------------------- | --------------------- | --------------- | ----------------- |
| ۱  | سی مهر ۱۳۸۱            | ۰–۰               |                                                      |                                                | لیگ دسته یک           |                 | باغشمال           |
| ۲  | شانزده اسفند ۱۳۸۱      | ۰-۱               | علی آذری                                             |                                                | لیگ دسته یک           |                 | باغشمال           |
| ۳  | بیست و پنجم مهر ۱۳۸۲   | ۰–۰               |                                                      |                                                | لیگ دسته یک           |                 | باغشمال           |
| ۴  | دوازدهم دی ۱۳۸۲        | ۳–۳               | علی یحیی نزاد - داوود نظر محمدی - غلامحسین دین محمدی | خلیل احمد زاده - حمید برزگر - رحیم ابراهیم پور | دوستانه               |                 | باغشمال           |
| ۵  | پانزده اسفند ۱۳۸۲      | ۱–۳               |                                                      |                                                | لیگ دسته یک           |                 | باغشمال           |
| ۶  | پنج آذر ۱۳۸۷           | ۱–۰               | مصطفی اکرامی                                         |                                                | لیگ دسته یک           |                 | یادگار امام       |
| ۷  | شانزده فروردین ۱۳۸۸    | ۱–۰               | مجتبی ترشیز                                          |                                                | لیگ دسته یک           |                 | یادگار امام       |
| ۸  | دوازدهم آبان ۱۳۹۲      | ۳–۰               |                                                      |                                                | جام حذفی فوتبال ایران |                 | بنیان‌دیزل         |
| ۹  | بیست و یکم مرداد ۱۳۹۵  | ۲–۰               | محمد ایرانپوریان (۲ گل)                              |                                                | لیگ برتر فوتبال ایران |                 | بنیان‌دیزل         |
| ۱۰ | هشتم شهریور ۱۳۹۵       | ۰–۰               |                                                      |                                                | دوستانه               |                 | کمپ تراکتور       |
| ۱۱ | هشتم بهمن ۱۳۹۵         | ۰–۰               |                                                      |                                                | لیگ برتر فوتبال ایران |                 | یادگار امام تبریز |
| ۱۲ | نهم دی ۱۳۹۶            | ۲–۰               | محمد نوری، شهرام گودرزی                              |                                                | دوستانه               |                 | کمپ تراکتور       |
| ۱۳ | هشتم شهریور ۱۳۹۷       | ۲–۱               | آنتونی استوکس، مسعود شجاعی                           | عرفان افراز                                    | لیگ برتر فوتبال ایران |                 | یادگار امام       |
| ۱۴ | چهاردهم مهر ۱۳۹۷       | ۳–۰               | قائم اسلامی‌خواه، محمد طیبی، احسان پهلوان             |                                                | دوستانه               |                 | کمپ تراکتور       |
| ۱۵ | سی‌ام بهمن ۱۳۹۷         | ۲–۰               | قائم اسلامی‌خواه، ساسان انصاری                        |                                                | دوستانه               |                 | کمپ تراکتور       |
| ۱۶ | شانزدهم اسفند ۱۳۹۷     | ۲–۰               | اشکان دژآگه، آنتونی استوکس                           |                                                | لیگ برتر فوتبال ایران |                 | یادگار امام       |
| ۱۷ | هجدهم آذر ۱۳۹۸         | ۲-۰               |                                                      | شاهین توکلی ، احمدزنده روح                     | لیگ برتر فوتبال ایران |                 | بنیان دیزل        |
| ۱۸ | بیست و پنجم مرداد ۱۳۹۹ | ۱-۲               | رضا اسدی ، محمدرضا آزادی                             | فردین عابدینی                                  | لیگ برتر فوتبال ایران |                 | یادگار امام       |
| ۱۹ | بیست و سوم آذر ۱۳۹۹    | ۰-۱               | محمد مهدی قنبری                                      |                                                | لیگ برتر فوتبال ایران |                 | یادگارامام        |

#### آمار کلی
| جایگاه | نام       | بازی | برد | تساوی | باخت | زده | خورده | تفاضل | امتیاز |
| ------ | --------- | ---- | --- | ----- | ---- | --- | ----- | ----- | ------ |
| ۱      | تراکتور   | ۱۹   | ۱۲  | ۵     | ۲    | ۲۶  | ۱۰    | ۱۶+   | ۴۱     |
| ۲      | ماشین‌سازی | ۱۹   | ۲   | ۵     | ۱۲   | ۱۰  | ۲۶    | ۱۶-   | ۱۱     |

#### آمار نتیجه‌ها
| تورنمنت  | بازی | برد تراکتور | تساوی | برد ماشین‌سازی |
| -------- | ---- | ----------- | ----- | ------------- |
| لیگ برتر | ۷    | ۵           | ۱     | ۱             |
| جام حذفی | ۱    | ۱           | ۰     | ۰             |
| لیگ یک   | ۶    | ۲           | ۳     | ۱             |
| دوستانه  | ۵    | ۳           | ۲     | ۰             |
| مجموع    | ۱۹   | ۱۲          | ۵     | ۲             |

### آمار و اطلاعات
در ۱۰ بازی گذشته دو تیم، تراکتور ۷ بار و ماشین‌سازی ۱ بار برنده شده‌اند و ۲ بازی نیز مساوی شده‌است.
آمارهای بازی‌های دو تیم:
- پرگل‌ترین بازی: شهرآورد ۱ و ۴ و ۵ با ۳ گل
- بیشترین برد متوالی: تراکتور ۵ برد
- پرگل‌ترین تساوی:شهرآورد ۳ و ۴ با نتیجه ۰–۰
- پرتکرارترین نتیجه: برد ۲–۰ در چهار بازی
- بهترین نتایج دو تیم:
تراکتور: برد ۳–۰
ماشین‌سازی: برد ۲-۰
- تعداد بازی در ورزشگاه:
- ورزشگاه یادگار امام تبریز (۳)، ورزشگاه بنیان دیزل تبریز (۳)، کمپ تراکتور (۴)
- بیشترین بازی در یک سال:
- ۱۳۹۷ (۴)

## تراکتور و گسترش فولاد

### نتایج
| رنگ      | نتیجه           |
| -------- | --------------- |
| رنگ آبی  | برد گسترش فولاد |
| رنگ قرمز | برد تراکتور     |
| رنگ سفید | تساوی           |

| #  | تاریخ                | تراکتور-گسترش فولاد | گسترش فولاد      | تراکتور                                  | تورنمنت               | تعداد تماشاگران | ورزشگاه           |
| -- | -------------------- | ------------------- | ---------------- | ---------------------------------------- | --------------------- | --------------- | ----------------- |
| ۱  | دهم مرداد ۱۳۹۲       | ۱–۱                 | میرمهدی قریشی    | امیر تیزرو (گل به خودی)                  | لیگ برتر فوتبال ایران |                 | یادگار امام تبریز |
| ۲  | پانزدهم آذر ۱۳۹۲     | ۲–۱                 |                  |                                          | لیگ برتر فوتبال ایران |                 | یادگار امام تبریز |
| ۳  | نهم آبان ۱۳۹۳        | ۳–۱                 |                  |                                          | لیگ برتر فوتبال ایران |                 | یادگار امام تبریز |
| ۴  | یازدهم اردیبهشت ۱۳۹۴ | ۱–۱                 | محسن حسینی       | سلیو فریرا دوس سانتوس                    | لیگ برتر فوتبال ایران |                 | یادگار امام تبریز |
| ۵  | شانزدهم مرداد ۱۳۹۴   | ۳–۱                 | داریوش شجاعیان   | شجاع خلیل‌زاده (دو گل)- سامان نریمان جهان | لیگ برتر فوتبال ایران |                 | یادگار امام تبریز |
| ۶  | یازدهم دی ۱۳۹۴       | ۱–۱                 | محمد ابراهیمی    | خالد شفیعی                               | لیگ برتر فوتبال ایران |                 | یادگار امام تبریز |
| ۷  | ششم فروردین ۱۳۹۵     | ۲–۱                 | -                | سروش رفیعی، کارلوس آلکساندر کاردوسو      | دوستانه               |                 | کمپ تراکتور       |
| ۸  | ششم آبان ۱۳۹۵        | ۲–۰                 | -                | لوسیانو ادینیو (دو گل)                   | لیگ برتر فوتبال ایران | ۲۵۵۶ نفر        | بنیان دیزل        |
| ۹  | دوازدهم فروردین ۱۳۹۶ | ۱–۱                 | رضا خالقی فر     | مهدی شریفی                               | لیگ برتر فوتبال ایران | حدود ۵ هزار نفر | یادگار امام تبریز |
| ۱۰ | سی‌ام تیر ۱۳۹۶        | ۱–۱                 | رضا خالقی فر     | مهدی شریفی                               | دوستانه               |                 | کمپ تراکتور       |
| ۱۱ | نهم شهریور ۱۳۹۶      | ۱–۱                 | علیرضا ارجمندیان | مهدی شریفی                               | دوستانه               |                 | بنیان دیزل        |
| ۱۲ | ششم مهر ۱۳۹۶         | ۲–۱                 | میلاد فخرالدینی  | امیر نصر آزادانی‎-فاخر تهامی              | لیگ برتر فوتبال ایران | حدود ۲۵۰۰ نفر   | بنیان دیزل        |
| ۱۳ | هجدهم بهمن ۱۳۹۶      | ۲–۱                 | میلاد زنیدپور    | احسان پهلوان-مهدی کیانی                  | لیگ برتر فوتبال ایران |                 | یادگار امام تبریز |

#### آمار کلی
| جایگاه | نام         | بازی | برد | تساوی | باخت | زده | خورده | تفاضل | امتیاز |
| ------ | ----------- | ---- | --- | ----- | ---- | --- | ----- | ----- | ------ |
| ۱      | تراکتور     | ۱۳   | ۷   | ۶     | ۰    | ۲۲  | ۱۲    | ۱۰+   | ۲۷     |
| ۲      | گسترش فولاد | ۱۳   | ۰   | ۶     | ۷    | ۱۲  | ۲۲    | ۱۰-   | ۶      |

#### آمار نتیجه‌ها
| تورنمنت  | بازی | برد تراکتور | تساوی | برد گسترش فولاد |
| -------- | ---- | ----------- | ----- | --------------- |
| لیگ      | ۱۰   | ۶           | ۴     | ۰               |
| جام حذفی | ۰    | ۰           | ۰     | ۰               |
| دوستانه  | ۳    | ۱           | ۲     | ۰               |
| مجموع    | ۱۳   | ۷           | ۶     | ۰               |

### آمار و اطلاعات
در ۱۳ بازی گذشته دو تیم، تراکتور ۷ بار و گسترش فولاد ۰ بار برنده شده‌اند و ۶ بازی نیز مساوی شده‌است.
آمارهای بازی‌های دو تیم:
- پرگل‌ترین بازی: شهرآورد ۳ و ۵ با ۴ گل
- بیشترین برد متوالی: تراکتور ۲ برد
- پرگل‌ترین تساوی:شهرآورد ۱ و ۴ و ۶ و ۸ و ۹ و ۱۰ با نتیجه ۱–۱
- پرتکرارترین نتیجه: تساوی ۱–۱ در ۶ بازی
- بهترین نتایج دو تیم:
تراکتور: برد ۳–۱
گسترش فولاد: تساوی ۱–۱
- تعداد بازی در ورزشگاه:
- ورزشگاه یادگار امام تبریز (۸)، ورزشگاه بنیان دیزل تبریز (۳)، کمپ تراکتور (۲)
- بیشترین بازی در یک سال:
- ۱۳۹۶ (۵)

## تراکتور و شهرداری تبریز

### نتایج
| رنگ       | نتیجه             |
| --------- | ----------------- |
| رنگ صورتی | برد شهرداری تبریز |
| رنگ قرمز  | برد تراکتور       |
| رنگ سفید  | تساوی             |

#### آمار کلی
| # | تاریخ              | شهرداری تبریز-تراکتور | شهرداری تبریز           | تراکتور                                                            | تورنمنت               | تعداد تماشاگران | ورزشگاه           |
| - | ------------------ | --------------------- | ----------------------- | ------------------------------------------------------------------ | --------------------- | --------------- | ----------------- |
| ۱ | پانزدهم مرداد ۱۳۸۹ | ۱–۱                   | سعید دقیقی              | کرار جاسم                                                          | لیگ برتر فوتبال ایران |                 | یادگار امام تبریز |
| ۲ | سی آبان ۱۳۸۹       | ۵-۲                   | وریا غفوری - سعید دقیقی | داوود دانش دوست (۲) - علی علیزاده - محمد ابراهیمی - کرار جاسم      | جام حذفی              |                 | یادگار امام تبریز |
| ۳ | دوم دی ۱۳۸۹        | ۰–۱                   |                         | محمد نصرتی                                                         | لیگ برتر فوتبال ایران |                 | یادگار امام تبریز |
| ۴ | سوم شهریور ۱۳۹۰    | ۵-۱                   | سعید دقیقی              | احسان حاج صفی (۲) - امیرحسین صادقی - فردین عابدینی - سیاوش اکبرپور | لیگ برتر فوتبال ایران |                 | یادگار امام تبریز |
| ۵ | پنجم بهمن ۱۳۹۰     | ۰–۱                   |                         | فرزاد حاتمی                                                        | لیگ برتر فوتبال ایران |                 | یادگار امام تبریز |

| جایگاه | نام           | بازی | برد | تساوی | باخت | زده | خورده | تفاضل | امتیاز |
| ------ | ------------- | ---- | --- | ----- | ---- | --- | ----- | ----- | ------ |
| ۱      | تراکتور       | ۵    | ۴   | ۱     | ۰    | ۱۳  | ۴     | ۹+    | ۱۳     |
| ۲      | شهرداری تبریز | ۵    | ۰   | ۱     | ۴    | ۴   | ۱۳    | ۹-    | ۱      |

#### آمار نتیجه‌ها
| تورنمنت  | بازی | برد تراکتور | تساوی | برد شهرداری تبریز |
| -------- | ---- | ----------- | ----- | ----------------- |
| لیگ      | ۴    | ۳           | ۱     | ۰                 |
| جام حذفی | ۱    | ۱           | ۰     | ۰                 |
| دوستانه  | ۰    | ۰           | ۰     | ۰                 |
| مجموع    | ۵    | ۴           | ۱     | ۰                 |

### آمار و اطلاعات
در ۵ بازی گذشته دو تیم، تراکتور ۴ بار و شهرداری تبریز ۰ بار برنده شده‌اند و ۱ بازی نیز مساوی شده‌است.
آمارهای بازی‌های دو تیم:
- پرگل‌ترین بازی: شهرآورد ۲ با ۷ گل
- بیشترین برد متوالی: تراکتور ۱ برد
- پرگل‌ترین تساوی: شهرآورد ۱ با نتیجه ۱–۱
- بهترین نتایج دو تیم:
تراکتور: برد ۵–۱
شهرداری تبریز: تساوی ۱–۱
- تعداد بازی در ورزشگاه: ورزشگاه یادگار امام تبریز (۵)
- بیشترین بازی در یک سال:
- ۱۳۸۹ (۳)

## ماشین‌سازی و گسترش فولاد

### نتایج
| رنگ      | نتیجه           |
| -------- | --------------- |
| رنگ سبز  | برد ماشین‌سازی   |
| رنگ آبی  | برد گسترش فولاد |
| رنگ سفید | تساوی           |

| # | تاریخ                 | ماشین‌سازی-گسترش فولاد | ماشین‌سازی      | گسترش فولاد                    | تورنمنت               | تعداد تماشاگران | ورزشگاه   |
| - | --------------------- | --------------------- | -------------- | ------------------------------ | --------------------- | --------------- | --------- |
| ۱ | سی شهریور ۱۳۹۱        | ۰–۲                   |                |                                | لیگ یک فوتبال ایران   |                 | بنیان‌دیزل |
| ۲ | هفدهم دی ۱۳۹۱         | ۱–۲                   | مصطفی چترابگون | رسول خطیبی - سعید آقایی        | لیگ یک فوتبال ایران   |                 | بنیان‌دیزل |
| ۳ | یازدهم مرداد ۱۳۹۵     | ۰–۰                   |                |                                | لیگ برتر فوتبال ایران |                 | بنیان‌دیزل |
| ۴ | بیست و یکم مرداد ۱۳۹۵ | ۱–۲                   | پیام صادقیان   | رضا خالقی‌فر، مسعود ابراهیم‌زاده | لیگ برتر فوتبال ایران |                 | بنیان‌دیزل |
| ۵ | دوازدهم شهریور ۱۳۹۵   | ۱–۲                   |                |                                | دوستانه               |                 | بنیان‌دیزل |

#### آمار کلی
| جایگاه | نام         | بازی | برد | تساوی | باخت | زده | خورده | تفاضل | امتیاز |
| ------ | ----------- | ---- | --- | ----- | ---- | --- | ----- | ----- | ------ |
| ۱      | گسترش فولاد | ۵    | ۴   | ۱     | ۰    | ۸   | ۳     | ۵+    | ۱۳     |
| ۲      | ماشین‌سازی   | ۵    | ۰   | ۱     | ۴    | ۳   | ۸     | ۵-    | ۱      |

#### آمار نتیجه‌ها
| تورنمنت  | بازی | برد ماشین‌سازی | تساوی | برد گسترش فولاد |
| -------- | ---- | ------------- | ----- | --------------- |
| لیگ      | ۲    | ۰             | ۱     | ۱               |
| لیگ یک   | ۲    | ۰             | ۰     | ۲               |
| جام حذفی | ۰    | ۰             | ۰     | ۰               |
| دوستانه  | ۱    | ۰             | ۰     | ۱               |
| مجموع    | ۵    | ۰             | ۱     | ۴               |

### آمار و اطلاعات
در ۵ بازی گذشته دو تیم، ماشین‌سازی ۰ بار و گسترش فولاد ۴ بار برنده شده‌اند و ۱ بازی نیز مساوی شده‌است.
آمارهای بازی‌های دو تیم:
- پرگل‌ترین بازی: شهرآورد ۲ - ۴ و ۵ با ۳ گل
- بیشترین برد متوالی: گسترش فولاد ۲ برد
- پرگل‌ترین تساوی:شهرآورد ۱ با نتیجه ۰–۰
- پرتکرارترین نتیجه: برد ۲–۱ گسترش فولاد در ۳ بازی
- بهترین نتایج دو تیم:
ماشین‌سازی: تساوی ۰–۰
گسترش فولاد: برد ۲–۰
- تعداد بازی در ورزشگاه:
- ورزشگاه بنیان دیزل تبریز (۵)
- بیشترین بازی در یک سال:
- ۱۳۹۵ (۳)

## ماشین‌سازی و شهرداری تبریز
| رنگ       | نتیجه             |
| --------- | ----------------- |
| رنگ سبز   | برد ماشین‌سازی     |
| رنگ صورتی | برد شهرداری تبریز |
| رنگ سفید  | تساوی             |

### نتایج
| # | تاریخ            | شهرداری تبریز-ماشین سازی | شهرداری تبریز          | ماشین سازی    | تورنمنت             | تعداد تماشاگران | ورزشگاه   |
| - | ---------------- | ------------------------ | ---------------------- | ------------- | ------------------- | --------------- | --------- |
| ۱ | دوازدهم مهر ۱۳۹۶ | ۰–۱                      |                        | حامد پاکدل(پ) | لیگ یک فوتبال ایران |                 | بنیان‌دیزل |
| ۲ | سی بهمن ۱۳۹۶     | ۱-۲                      | علی جراح - یاسر درویشی | مجید قشقایی   | لیگ یک فوتبال ایران |                 | بنیان‌دیزل |

#### آمار کلی
| جایگاه | نام           | بازی | برد | تساوی | باخت | زده | خورده | تفاضل | امتیاز |
| ------ | ------------- | ---- | --- | ----- | ---- | --- | ----- | ----- | ------ |
| ۱      | شهرداری تبریز | ۲    | ۱   | ۰     | ۱    | ۲   | ۲     | ۰     | ۴      |
| ۲      | ماشین‌سازی     | ۲    | ۱   | ۰     | ۱    | ۲   | ۲     | ۰     | ۴      |

آمارهای بازی‌های دو تیم:
- پرگل‌ترین بازی: شهرآورد ۱ و ۲  با ۳ گل
- پرتکرارترین نتیجه: نتیجه ۲–۱ در ۲ بازی
- بهترین نتایج دو تیم:
ماشین‌سازی: برد ۲–۱
شهرداری تبریز: برد ۲–۱
- تعداد بازی در ورزشگاه:
- ورزشگاه بنیان دیزل تبریز (۲)
- بیشترین بازی در یک سال:
- ۱۳۹۶  (۲)

## گسترش فولاد و شهرداری تبریز
| رنگ       | نتیجه             |
| --------- | ----------------- |
| رنگ آبی   | برد گسترش فولاد   |
| رنگ صورتی | برد شهرداری تبریز |
| رنگ سفید  | تساوی             |

### نتایج
| # | تاریخ                 | شهرداری تبریز-گسترش فولاد | شهرداری تبریز                  | گسترش فولاد                  | تورنمنت | تعداد تماشاگران | ورزشگاه                  |
| - | --------------------- | ------------------------- | ------------------------------ | ---------------------------- | ------- | --------------- | ------------------------ |
| ۱ | بیست و هفت اسفند ۱۳۹۳ | ۱-۲                       | کردجهانی - قره داغی            | پیمنتا                       | دوستانه |                 | زمین شماره دو بنیان دیزل |
| ۲ | هفت اسفند ۱۳۹۵        | ۰–۲                       |                                | نیما مختاری - سید محسن حسینی | دوستانه |                 | بنیان‌دیزل                |
| ۳ | پنجم فروردین ۱۳۹۶     | ۱-۲                       | مهدی رستم زاده - سعید باقرپسند | لوسیانو پریرا                | دوستانه |                 | بنیان‌دیزل                |

### آمار و اطلاعات
در ۳ بازی گذشته دو تیم، شهرداری تبریز ۲ بار و گسترش فولاد ۱ بار برنده شده‌اند
آمارهای بازی‌های دو تیم:
- پرگل‌ترین بازی: شهرآورد ۱ و ۲ با ۳ گل
- پرتکرارترین نتیجه: برد ۱-۲ در دو بازی
- بهترین نتایج دو تیم:
شهرداری: برد ۱-۲
گسترش فولاد: برد ۲-۰
- تعداد بازی در ورزشگاه:
- ورزشگاه بنیان دیزل تبریز (۲)، زمین شماره دو بنیان دیزل (۱)

## جدول کلی
| رتبه | تیم           | بازی | برد | تساوی | باخت | گل‌های‌زده | گل‌های‌خورده | تفاضل‌گل | امتیاز |
| ---- | ------------- | ---- | --- | ----- | ---- | -------- | ---------- | ------- | ------ |
| ۱    | تراکتور       | ۳۰   | ۲۰  | ۹     | ۱    | ۵۴       | ۲۰         | ۳۴+     | ۶۹     |
| ۲    | گسترش فولاد   | ۲۱   | ۵   | ۷     | ۹    | ۲۴       | ۲۹         | ۵-      | ۲۱     |
| ۳    | شهرداری تبریز | ۱۰   | ۳   | ۱     | ۶    | ۱۰       | ۱۹         | -۹      | ۱۰     |
| ۴    | ماشین‌سازی     | ۱۹   | ۲   | ۳     | ۱۴   | ۱۱       | ۳۱         | ۲۱-     | ۹      |